# Éléphant de Bornéo
Elephas maximus borneensis
Sous-espèce
Statut de conservation UICN

EN : En danger
L'éléphant de Bornéo (Elephas maximus borneensis), aussi appelé éléphant pygmée de Bornéo, est une population d'éléphants d'Asie, parfois considérée comme une sous-espèce, vivant dans le Nord-Est de l'île de Bornéo, dans l’État malaisien de Sabah et la province indonésienne de Kalimantan du Nord. La population du Kalimantan est située dans la partie orientale de la Région, dans une minuscule zone en amont de la Rivière Sembakung.

## Caractéristiques

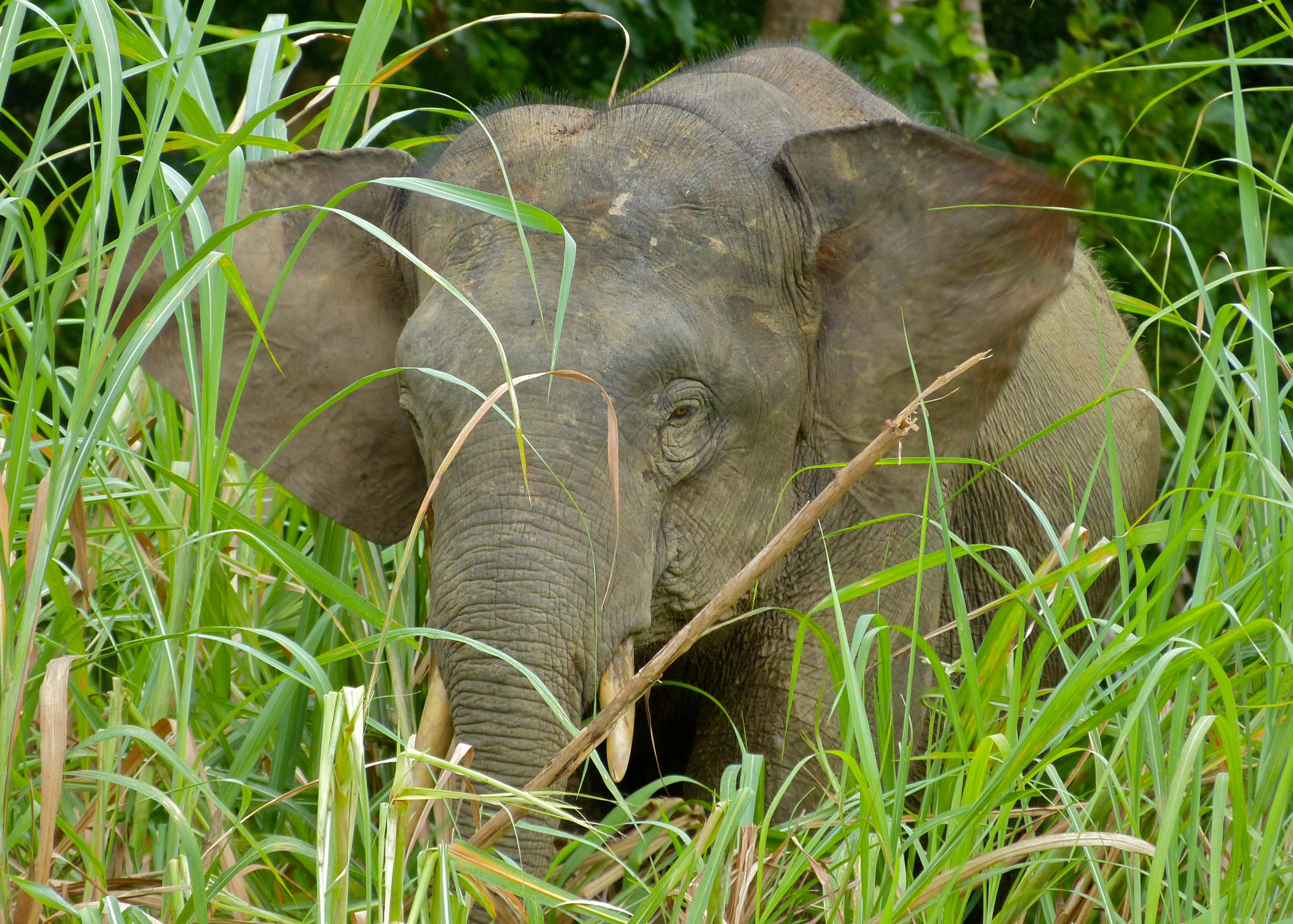
Éléphant de Bornéo (Sabah, Malaisie).

L'éléphant de Bornéo est aussi remarquablement docile et passif, une raison pour laquelle certains scientifiques pensent qu'il était issu d'une collection nationale d'éléphants domestiqués,.

## Écologie et comportement
La classification des différentes populations d'éléphants d'Asie est encore incertaine, et le nombre de sous-espèces reconnues est variable.
L'origine des éléphants de Bornéo est controversée. Selon deux hypothèses concurrentes, ils sont soit autochtones, soit introduits et descendants d'éléphants importés du XVIe au XVIIIe siècle.
En 2003, le chercheur canadien William Sommers, par le biais de l'ADN mitochondrial, a découvert que les ancêtres de l'éléphant de Bornéo ont été séparés de la population du continent au cours du Pléistocène, il y a 300 000 ans environ. La sous-espèce vivant actuellement à Bornéo fut isolée des autres populations d'éléphants d'Asie au moment où les ponts qui reliaient Bornéo et les autres îles de la Sonde au continent disparurent après la dernière glaciation, il y a 18 000 ans. L'isolement peut être la raison pour laquelle il est devenu plus petit avec de grandes oreilles relativement rondes, la queue plus longue, et des défenses plus rectilignes.
D'autres scientifiques affirment que les éléphants de Bornéo ont été introduits par le sultan de Sulu puis abandonnés, et que la population sur Sulu, jamais considérée comme indigène, a été importée de Java. Ainsi, l'éléphant de Bornéo appartient peut-être à l’espèce considérée comme éteinte de l'éléphant de Java. De nombreux faits appuient cette hypothèse, y compris l’absence de preuve archéologique d'habitation à long terme de l'éléphant à Bornéo, une confirmation de l'absence des éléphants dans le folklore et l'absence d'éléphants colonisant toute l'île de Bornéo.

## Menaces et conservation
Les populations d'éléphants disparaissent à mesure que la déforestation de Bornéo perturbe leurs itinéraires de migration, épuise leurs sources de nourriture et détruit leur habitat. Leur habitat a chuté de plus de 50 % entre 1950 et 2024. La possibilité que ces éléphants soient originaires de Bornéo donne à leur conservation une priorité élevée et fournit aux biologistes des pistes importantes concernant la façon de les gérer.
En août 2007, il a été signalé qu'il n'y a probablement pas plus de 1 000 éléphants pygmées à Sabah, après une étude de deux ans conduite par le World Wildlife Fund.
Le zoo de l'Oregon (en) à Portland héberge la seule éléphante de Bornéo aux États-Unis. Agée de dix-sept ans, cette orpheline s’appelle Chendra[réf. nécessaire].

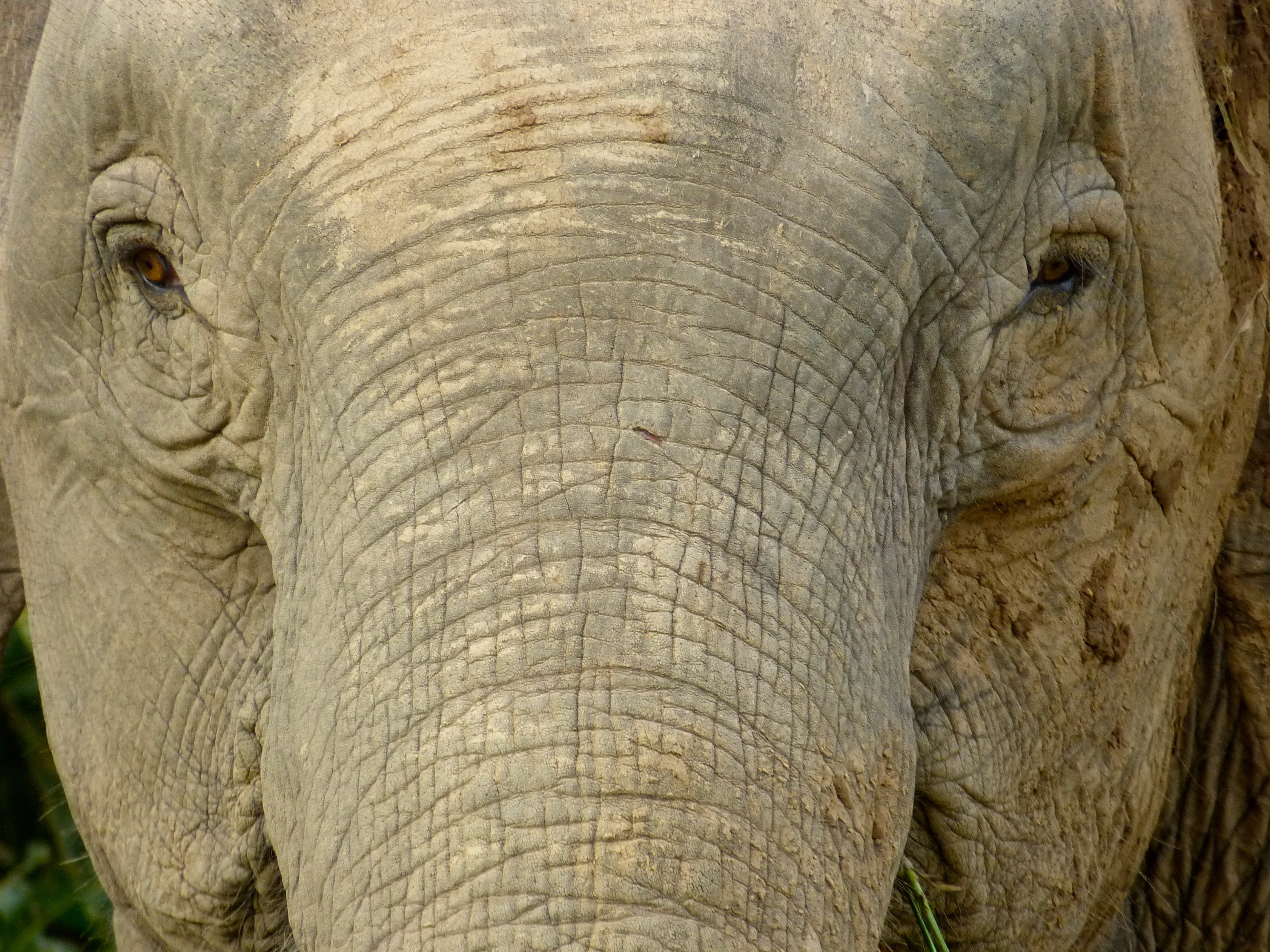
Femelle
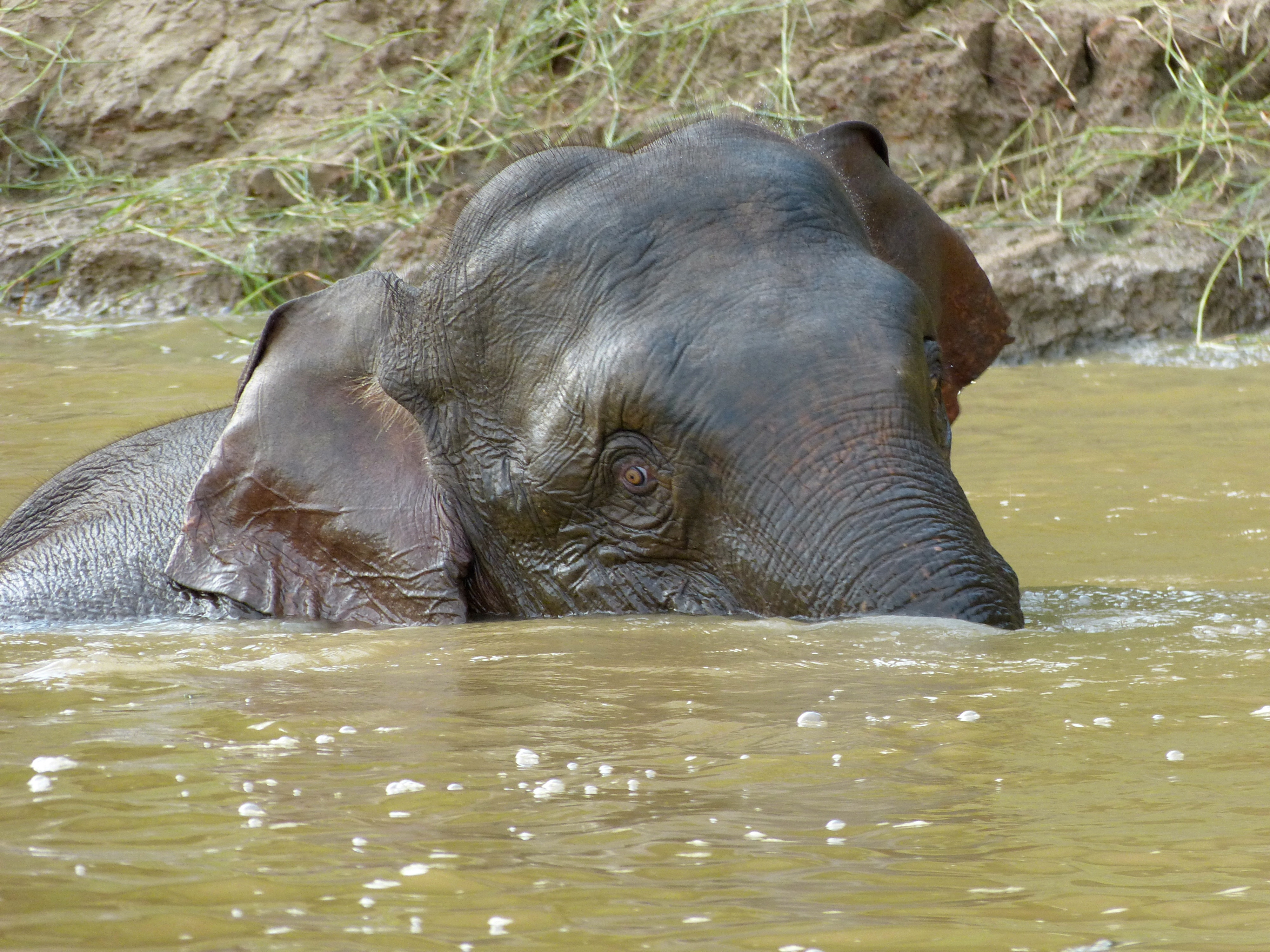
Mâle se baignant dans le Kinabatangan
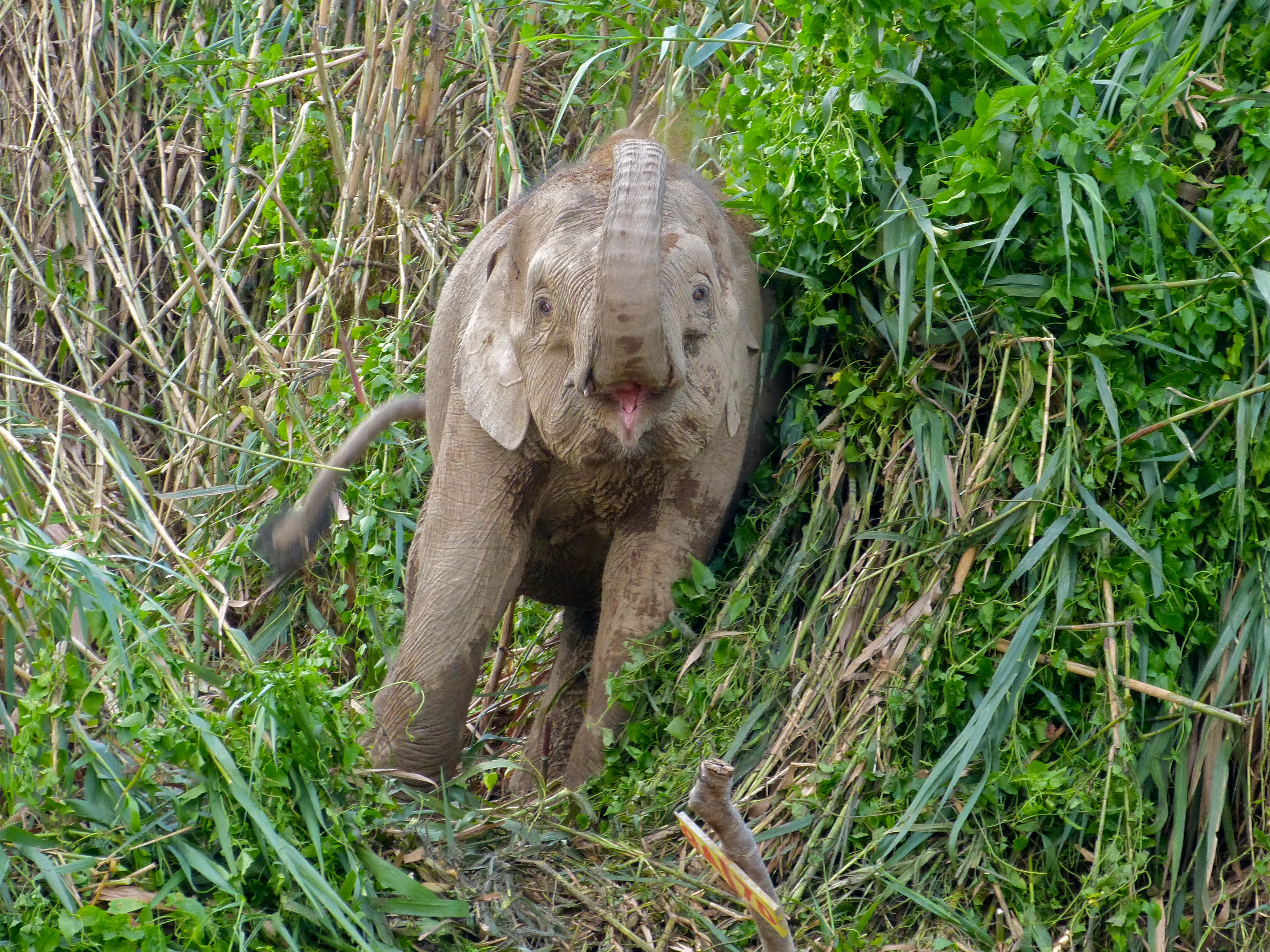
Jeune
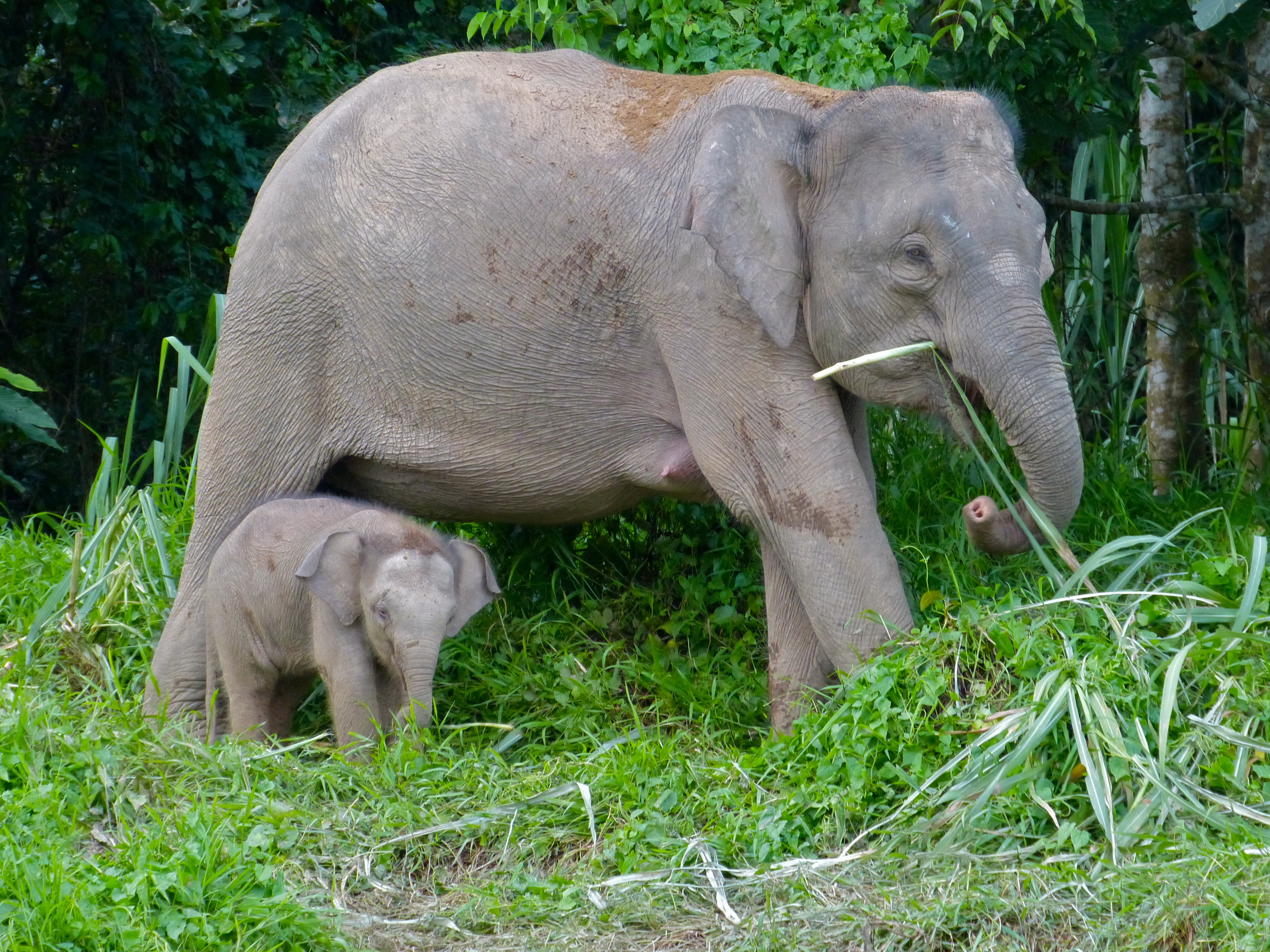
Femelle et son petit